# Cantone di Saint-Ciers-sur-Gironde
Il Cantone di Saint-Ciers-sur-Gironde era una divisione amministrativa dell'arrondissement di Blaye.
A seguito della riforma approvata con decreto del 20 febbraio 2014, che ha avuto attuazione dopo le elezioni dipartimentali del 2015, è stato soppresso.

## Composizione
Comprendeva i comuni di:
- Anglade
- Braud-et-Saint-Louis
- Étauliers
- Eyrans
- Marcillac
- Pleine-Selve
- Reignac
- Saint-Aubin-de-Blaye
- Saint-Caprais-de-Blaye
- Saint-Ciers-sur-Gironde
- Saint-Palais